# Dansk uradel
Dansk uradel (eller ældgammel adel), är den äldsta adeln i Danmark. Som sådan räknas den adel, som är känd från tiden före reformationen. Nyare adel är som regel brevadel.
Danska uradelssläkter är bland andra:

- Abildgaard
- Ahlefeldt (holsteinsk)
- Akeleye
- Alexander Jensens
- Algudsen
- Altena
- And
- baden
- Bagge
- Balk af Skepparsløv
- Bang
- Banner
- Barfod
- Barsebek
- Basse
- Beck
- Begere
- Behr
- Below
- Benderup
- Banner
- Bibow
- Bild
- Bildt (med Bilde)
- Bille
- Bing
- Bjørn
- Blik (med Blix)
- Blixen
- Blome
- Blaa
- Bolt
- Bomøve
- Bonde
- Borup
- Bosendal
- Brahe
- Brand
- Breide
- Brock
- Brockenhuus
- Brostrup
- Bruhn
- Bryske
- Buchwald
- Budde
- Bugge
- Bydelsbak
- Bülow
- Baad
- Bøistrup
- Bølle
- Cernin
- Dan
- Dotting
- Drefeld
- Due
- Dume
- Dyre
- Daa, Daae
- Dosenrode
- Eberstein
- Emmiksen
- Eriksen
- Erlandsen
- Everstein
- Falk
- Falster
- Fasti
- Ferke
- Fikkesen
- Finkenov
- Fleming
- Fos
- Friis
- Frille
- Gagge
- Galde
- Galen
- Galskyt
- Galt
- Galtung
- Gans
- Ged
- Gere
- Giedde
- Giske
- Gjordsen
- Glambek
- Gleichen
- Glob
- Glug
- Godov
- Green
- Grib
- Griis
- Grim
- Grubbe
- Grøn
- Gustav Matssons
- Gyldenhorn
- Gyldenstierne
- Gyrstinge
- Gützkow
- Gøye
- Hahn
- Hak
- Halvegge
- Harbou
- Hardenberg
- Has
- Hase
- Hegle
- Hjul
- Holck
- Holk
- Hollunger
- Huitfeldt
- Hummersbüttel
- Hundermark
- Hvas
- Hvide
- Höcken
- Høeg
- Høg
- Hørby
- Iis
- Jacobsen
- Jernskæg
- Jude
- Juel
- Jul
- Juul
- Kaas
- Kabel
- Kalf
- Kall
- Kane
- Kardorff
- Kelstrup
- Kirt
- Knob
- Kotte
- Krabbe
- Krafse
- Krag
- Krognos
- Kruckow
- Krummedige
- Krummendiek
- Krumpen
- Kruse
- Kyrning
- Kaas
- Lang
- Lange
- Laxmand
- Lepel
- Lillie
- Limbek
- Lippe
- Litle
- Lodehat
- Losna
- Lund
- Lunge
- Lunov
- Lykke
- Løvenbalk
- Maltzan
- Manderup
- Markmand
- Marsvin
- Mehlen
- Meinstorp
- Mogensen
- Moltke
- Mormand
- Most
- Mule
- Munk
- Mus
- Mylting
- Myndel
- Myre
- Månebjælke
- Maaneskiold
- Maanestierne
- Navl
- Neb
- Nist
- Oertzen
- Olufsen
- Orning
- Osten
- Oxe
- Pagh
- Pantere
- Parsberg
- Passow
- Pax (Peck)
- Pentz
- Pig
- Pik
- Pil
- Prip
- Podebusk
- Pogwisch
- Pors
- Porse
- Present
- Puder
- Qualen
- Qvitzow
- Rani
- Rantzau
- Rantzow
- Ratlow
- Ravensberg
- Reberg
- Reedtz
- Rein[förtydliga]
- Reventlow
- Rosenkrantz
- Thott
- Trolle (skånsk, ursprungligen småländsk)
- Uf
- Ulfstand
- Walkendorff (Walckendorph, Wokendorp, Valkendorpher)
- Vedel